# Margit Aronsson
Margit Aronsson, senare Margit Magnhild Barre, född 10 november 1919, död 17 juli 2014, var en svensk skådespelare.
Hon är gravsatt i minneslunden på Lidingö kyrkogård.

## Filmografi
- 1941 – Magistrarna på sommarlov
- 1950 – När Bengt och Anders bytte hustrur
- 1951 – Greve Svensson
- 1953 – Folket i fält
- 1954 – Seger i mörker
- 1954 – Två sköna juveler

## Teater
| År   | Roll                      | Produktion                           | Regi             | Teater         |
| ---- | ------------------------- | ------------------------------------ | ---------------- | -------------- |
| 1950 | Vera Elizabeth Claythorne | Tio små niggerpojkar Agatha Christie | Börje Mellvig    | Folkparksturné |
| 1951 | Etienne Galuchon          | Clérambard Marcel Aymé               | Per-Axel Branner | Nya teatern    |